# Biribellus
Biribellus is een kevergeslacht uit de familie van de boktorren (Cerambycidae). De wetenschappelijke naam van het geslacht werd voor het eerst geldig gepubliceerd in 1987 door Galileo.

## Soorten
Biribellus omvat de volgende soorten:
- Biribellus huedepohli (Galileo, 1987)
- Biribellus martinsi Galileo, 1987
- Biribellus punctatus Galileo, 1987